# Poison Ivy – Szex, hazugság, bosszú
A Poison Ivy – Szex, hazugság, bosszú (eredeti cím: Poison Ivy) 1992-es amerikai erotikus thriller, amelyet Katt Shea rendezett. A főszerepben Drew Barrymore, Sara Gilbert, Tom Skerritt és Cheryl Ladd látható. A filmzenét David Michael Frank szerezte.

## Cselekmény
Egy vonzó tinédzser összebarátkozik egy zárkózott gimnazistával, és cselszövéssel bejut a gazdag család életébe.

## Szereplők
- Sara Gilbert: Sylvie Cooper
- Drew Barrymore: Ivy
- Tom Skerritt: Darryl Cooper
- Cheryl Ladd: Georgie Cooper
- Alan Stock: Bob
- Jeanne Sakata: Isabelle
- E. J. Moore: gyerek
- J. B. Quon: másik gyerek
- Michael Goldner: férfi az autóban
- Charley Hayward: Tiny
- Time Winters: öregember
- Billy Kane: James
- Tony Ervolina: férfi a képernyőn
- Mary Gordon Murray: M.D.

## Fogadtatás
A Rotten Tomatoes oldalán 34%-ot ért el 29 kritika alapján. A Metacritic honlapján 51 pontot szerzett a százból, 24 kritika alapján.
A Variety szerint "öngyilkosság, némi leszbikusság, színlelt balesetek és az összes elképzelhető melodramatikus elem szerepel a filmben; sajnos a szereplők ezt komolyan is veszik." Roger Ebert két és fél csillagot adott a filmre.
Ivy karaktere a hatodik helyet szerezte meg az Entertainment Weekly "minden idők 26 rossz lánya" listáján.

## Folytatások
Három folytatás készült:  Poison Ivy II. (1996), Poison Ivy – Szex, hazugság, bosszú 2. (1997) és Szex, hazugság, bosszú – A titkos társaság (2008).